# عبد الرحمان عزيز
عبد الرحمان عزيز (5 يوليو 1920- 6 فبراير 1992) هو مغني جزائري مشهور بتأدية الأغنية الملتزمة والهادفة، ولد في حي القصبة العتيق في الجزائر العاصمة وينحدر من عائلة بسيطة ترجع أصولها إلى قرية آيت جناد في تيزي وزو بلاد القبائل وهي نفس القرية التي ينحدر منها الحاج محمد العنقى.

## نشأته
بدأ تعليمه المبكر في مدرسة الشبيبة الشهيرة حيث كان الشيخ البارز عبد الرحمن جيلالي مدرسا فيها  وكان مديرها هو  الشاعر الشهير محمد لعيد آل خليفة ، مؤلف النشيد الوطني "من جبالنا " الذي تم تبنيه على نطاق واسع وبانسجام من قبل الأمة بأكملها كراية للنضال والمقاومة من أجل حب الجزائر.
نشا فقيرا  وترعرع في بيت محافظ على اصول العلم والدين  وهذا ما يظهر جليا على أغانيه

## أشهر أغانيه
من أشهر ما أدى:
● زاد النبي وفرحنا بيه .و التي غناها سنة 1975  بمناسبة الاحتفال بالمولد النبوي الشريف 
- يا كعبة يابيت ربي محلاك. والتي غناها عن الحج سنة 1947 وتعتبر أول ألبوم يقوم باصداره
- عليك مني سلام يا أرض أجدادي التي قام بتلحينها وأدائها.
- يا محمد مبروك عليك الجزائر رجعت ليك والتي غناها بمناسبة استقلال الجزائر
- غرناطة والتي غناها في ذكرى سقوط غرناطة

## وفاته
توفي يوم 6 فبراير 1992 بمستشفى مصطفى باشا إثر سكتة قلبية ووري الثرى في مكان إقامته بـالبليدة